# Bank of the West Classic 2013 - Qualificazioni singolare
Le qualificazioni del singolare del Bank of the West Classic 2013 sono state un torneo di tennis preliminare per accedere alla fase finale della manifestazione. I vincitori dell'ultimo turno sono entrati di diritto nel tabellone principale. In caso di ritiro di uno o più giocatori aventi diritto a questi sono subentrati i lucky loser, ossia i giocatori che hanno perso nell'ultimo turno ma che avevano una classifica più alta rispetto agli altri partecipanti che avevano comunque perso nel turno finale.

## Teste di serie
1. Ol'ga Alekseevna Pučkova (ultimo turno)
2. Michelle Larcher de Brito (qualificata)
3. Sharon Fichman (ultimo turno)
4. Alla Kudrjavceva (qualificata)

1. Vera Duševina (qualificata)
2. Sacha Jones (ultimo turno)
3. Gabriela Dabrowski (secondo turno)
4. Sachie Ishizu (secondo turno)

## Qualificati
1. Vera Duševina
2. Michelle Larcher de Brito

1. Coco Vandeweghe
2. Alla Kudrjavceva

## Tabellone

### Legenda
| - Q = Qualificato - WC = Wild card - LL = Lucky loser | - ALT = Alternate - SE = Special Exempt - PR = Protected Ranking | - w/o = Walkover - r = Ritirato - d = Squalificato |

### Sezione 1
|  | Primo turno | Primo turno      | Primo turno | Primo turno | Primo turno |  |  | Secondo turno | Secondo turno            | Secondo turno            | Secondo turno | Secondo turno |   |   | Ultimo turno | Ultimo turno             | Ultimo turno             | Ultimo turno | Ultimo turno |  |
|  |             |                  |             |             |             |  |  |               |                          |                          |               |               |   |   |              |                          |                          |              |              |  |
|  |             |                  |             |             |             |  |  |               |                          |                          |               |               |   |   |              |                          |                          |              |              |  |
|  |             |                  |             |             |             |  |  | 1             | Ol'ga Alekseevna Pučkova | Ol'ga Alekseevna Pučkova | 6             | 6             |   |   |              |                          |                          |              |              |  |
|  |             | Petra Rampre     | 2           | 6           | 6           |  |  |               | Petra Rampre             | Petra Rampre             | 2             | 1             |   |   |              |                          |                          |              |              |  |
|  | WC          | Krista Hardebeck | 6           | 3           | 2           |  |  |               |                          |                          |               |               |   |   | 1            | Ol'ga Alekseevna Pučkova | Ol'ga Alekseevna Pučkova | 4            | 4            |  |
|  |             | Abigail Spears   | 6           | 4           | 1           |  |  |               |                          | 5                        | Vera Duševina | Vera Duševina | 6 | 6 |              |                          |                          |              |              |  |
|  | WC          | Kristie Ahn      | 1           | 6           | 6           |  |  | WC            | Kristie Ahn              | Kristie Ahn              | 1             | 3             |   |   |              |                          |                          |              |              |  |
|  |             |                  |             |             |             |  |  | 5             | Vera Duševina            | Vera Duševina            | 6             | 6             |   |   |              |                          |                          |              |              |  |
|  |             |                  |             |             |             |  |  |               |                          |                          |               |               |   |   |              |                          |                          |              |              |  |

### Sezione 2
|  | Primo turno     | Primo turno     | Primo turno     | Primo turno | Primo turno |  |  | Secondo turno | Secondo turno             | Secondo turno | Secondo turno   | Secondo turno   |   |   | Ultimo turno | Ultimo turno              | Ultimo turno              | Ultimo turno | Ultimo turno |  |
|  |                 |                 |                 |             |             |  |  |               |                           |               |                 |                 |   |   |              |                           |                           |              |              |  |
|  |                 |                 |                 |             |             |  |  |               |                           |               |                 |                 |   |   |              |                           |                           |              |              |  |
|  |                 |                 |                 |             |             |  |  | 2             | Michelle Larcher de Brito | 6             | 3               | 6               |   |   |              |                           |                           |              |              |  |
|  | Julia Boserup   | Julia Boserup   | Julia Boserup   | 6           | 6           |  |  |               | Julia Boserup             | 3             | 6               | 3               |   |   |              |                           |                           |              |              |  |
|  | Alicja Rosolska | Alicja Rosolska | Alicja Rosolska | 0           | 2           |  |  |               |                           |               |                 |                 |   |   | 2            | Michelle Larcher de Brito | Michelle Larcher de Brito | 6            | 6            |  |
|  | Natalie Grandin | Natalie Grandin | Natalie Grandin | 7           | 6           |  |  |               |                           |               | Natalie Grandin | Natalie Grandin | 3 | 2 |              |                           |                           |              |              |  |
|  | Miki Miyamura   | Miki Miyamura   | Miki Miyamura   | 5           | 4           |  |  |               | Natalie Grandin           | 6             | 67              | 7               |   |   |              |                           |                           |              |              |  |
|  | WC              | Stacey Tan      | Stacey Tan      | 1           | 3           |  |  | 8             | Sachie Ishizu             | 4             | 7               | 5               |   |   |              |                           |                           |              |              |  |
|  | 8               | Sachie Ishizu   | Sachie Ishizu   | 6           | 6           |  |  |               |                           |               |                 |                 |   |   |              |                           |                           |              |              |  |

### Sezione 3
|  | Primo turno       | Primo turno         | Primo turno         | Primo turno | Primo turno |  |  | Secondo turno | Secondo turno       | Secondo turno      | Secondo turno   | Secondo turno   |   |   | Ultimo turno | Ultimo turno   | Ultimo turno   | Ultimo turno | Ultimo turno |  |
|  |                   |                     |                     |             |             |  |  |               |                     |                    |                 |                 |   |   |              |                |                |              |              |  |
|  |                   |                     |                     |             |             |  |  |               |                     |                    |                 |                 |   |   |              |                |                |              |              |  |
|  |                   |                     |                     |             |             |  |  | 3             | Sharon Fichman      | 6                  | 64              | 6               |   |   |              |                |                |              |              |  |
|  |                   | Asia Muhammad       | Asia Muhammad       | 3           | 4           |  |  | WC            | Alexandra Stevenson | 3                  | 7               | 2               |   |   |              |                |                |              |              |  |
|  | WC                | Alexandra Stevenson | Alexandra Stevenson | 6           | 6           |  |  |               |                     |                    |                 |                 |   |   | 3            | Sharon Fichman | Sharon Fichman | 4            | 3            |  |
|  | Raquel Kops-Jones | Raquel Kops-Jones   | Raquel Kops-Jones   | 4           | 1           |  |  |               |                     |                    | Coco Vandeweghe | Coco Vandeweghe | 6 | 6 |              |                |                |              |              |  |
|  | Coco Vandeweghe   | Coco Vandeweghe     | Coco Vandeweghe     | 6           | 6           |  |  |               | Coco Vandeweghe     | Coco Vandeweghe    | 6               | 6               |   |   |              |                |                |              |              |  |
|  | WC                | Tori Kinard         | 4                   | 6           | 5           |  |  | 7             | Gabriela Dabrowski  | Gabriela Dabrowski | 4               | 1               |   |   |              |                |                |              |              |  |
|  | 7                 | Gabriela Dabrowski  | 6                   | 2           | 7           |  |  |               |                     |                    |                 |                 |   |   |              |                |                |              |              |  |

### Sezione 4
|  | Primo turno    | Primo turno    | Primo turno    | Primo turno | Primo turno |  |  | Secondo turno | Secondo turno    | Secondo turno    | Secondo turno | Secondo turno |   |   | Ultimo turno | Ultimo turno     | Ultimo turno     | Ultimo turno | Ultimo turno |  |
|  |                |                |                |             |             |  |  |               |                  |                  |               |               |   |   |              |                  |                  |              |              |  |
|  |                |                |                |             |             |  |  |               |                  |                  |               |               |   |   |              |                  |                  |              |              |  |
|  |                |                |                |             |             |  |  | 4             | Alla Kudrjavceva | Alla Kudrjavceva | 6             | 6             |   |   |              |                  |                  |              |              |  |
|  | Sachia Vickery | Sachia Vickery | 6              | 2           | 4           |  |  |               | Ivana Lisjak     | Ivana Lisjak     | 4             | 2             |   |   |              |                  |                  |              |              |  |
|  | Ivana Lisjak   | Ivana Lisjak   | 4              | 6           | 6           |  |  |               |                  |                  |               |               |   |   | 4            | Alla Kudrjavceva | Alla Kudrjavceva | 6            | 7            |  |
|  | Jelena Pandžić | Jelena Pandžić | Jelena Pandžić | 5           | 2           |  |  |               |                  | 6                | Sacha Jones   | Sacha Jones   | 2 | 5 |              |                  |                  |              |              |  |
|  | Allie Will     | Allie Will     | Allie Will     | 7           | 6           |  |  |               | Allie Will       | Allie Will       | 4             | 1             |   |   |              |                  |                  |              |              |  |
|  |                |                |                |             |             |  |  | 6             | Sacha Jones      | Sacha Jones      | 6             | 6             |   |   |              |                  |                  |              |              |  |
|  |                |                |                |             |             |  |  |               |                  |                  |               |               |   |   |              |                  |                  |              |              |  |